# حمدان الرويلي
حمدان الرويلي (مواليد 14 مارس 1995) هو لاعب كرة قدم سعودي.

## مسيرة اللاعب
مثل في الفئات السنية نادي الإنطلاق ولعب بعده مع نادي العروبة ووقع مع نادي التعاون في عام 2018 و عاد إلى نادي العروبة في مطلع عام 2022.

## روابط خارجية
- حمدان الرويلي على موقع قاعدة بيانات كرة القدم.إي يو (الإنجليزية)
- حمدان الرويلي على موقع Soccerway.com (الإنجليزية)
- حمدان الرويلي على موقع كووورة